# Unterneudorf (Gemeinde Aigen-Schlägl)
Unterneudorf ist eine Ortschaft und Katastralgemeinde in der Gemeinde Aigen-Schlägl im Bezirk Rohrbach in Oberösterreich.

## Geographie

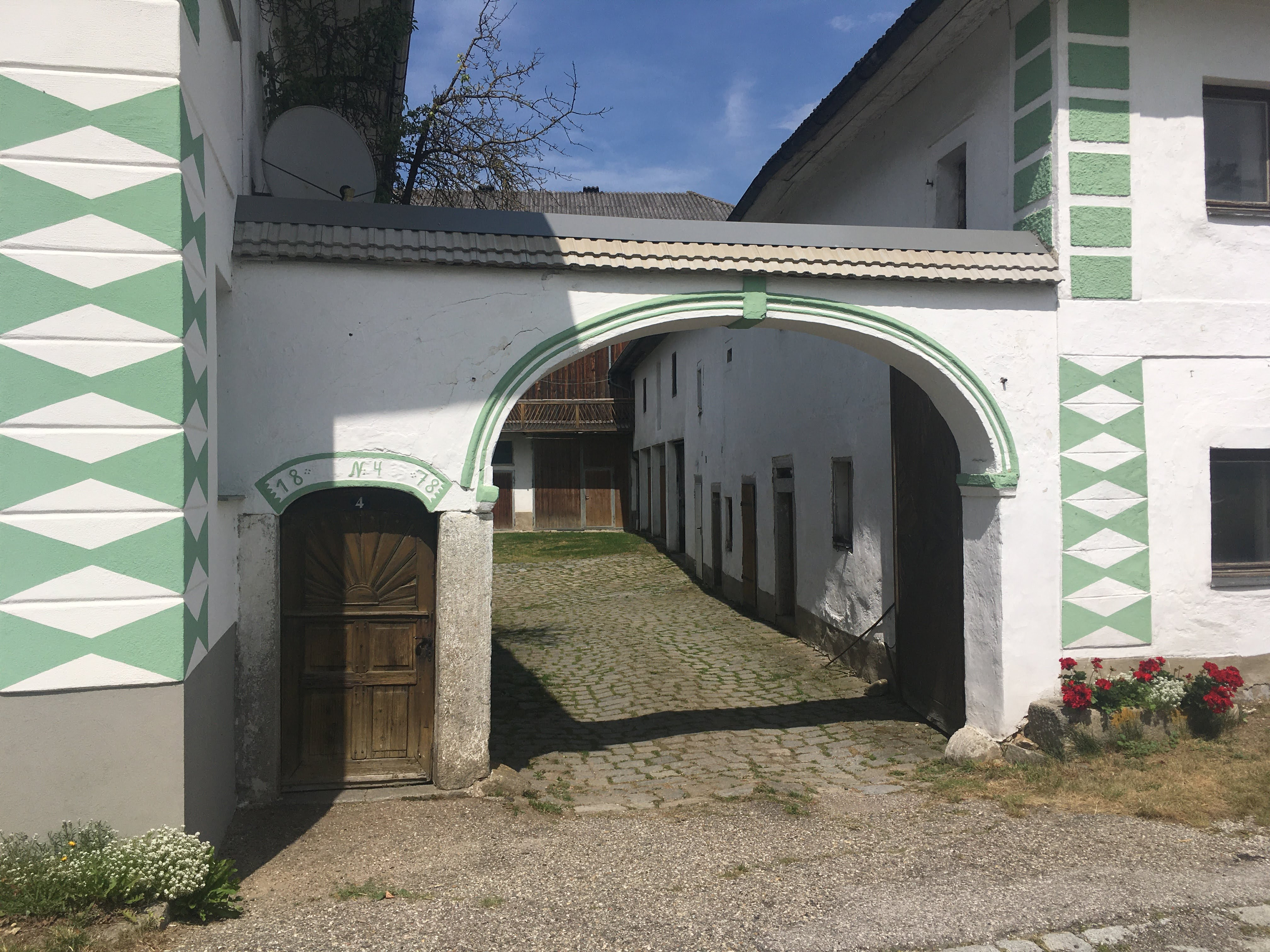
Hofzufahrt in Unterneudorf mit der Jahreszahl 1878

Die Rotte Unterneudorf befindet sich südöstlich des Gemeindehauptorts Aigen im Mühlkreis. Die Ortschaft umfasst 11 Adressen (Stand: 1. April 2020). Sie gehört zu den Einzugsgebieten des Baureither Bachs und der Großen Mühl. Sie ist Teil der 22.302 Hektar großen Important Bird Area Böhmerwald und Mühltal.
Die Katastralgemeinde Unterneudorf erstreckt sich über eine Fläche von 1.978,51 Hektar.

## Geschichte
Unterneudorf wurde im Jahr 1303 erstmals urkundlich erwähnt. Die Ansiedlung kam 1312 durch ein Tauschgeschäft in den Besitz des Stifts Schlägl.
In Unterneudorf wurde 1955 ein Löschteich angelegt. Der Besitzer des Hauses Realwöss mit der Adresse Unterneudorf 11 verursachte am 30. August 1966 in geistiger Umnachtung mit einer Kerze einen Brand am Heuboden, in dem er umkam. Ein Feuer zerstörte am 24. August 1967 die Anwesen von Rudolf Leitenmüller (Unterneudorf 1) und Hugo Kickinger (Unterneudorf 2). Die Brandursache war das Heißlaufen eines Strohschneiders. Der undicht gewordene Löschteich von Unterneudorf wurde 1981 durch eine neue Löschwasseranlage auf dem Grund von Rudolf Leitenmüller ersetzt.
Bis zur Gemeindefusion von Aigen im Mühlkreis und Schlägl am 1. Mai 2015 gehörte die Ortschaft zur Gemeinde Schlägl.

## Kultur und Sehenswürdigkeiten

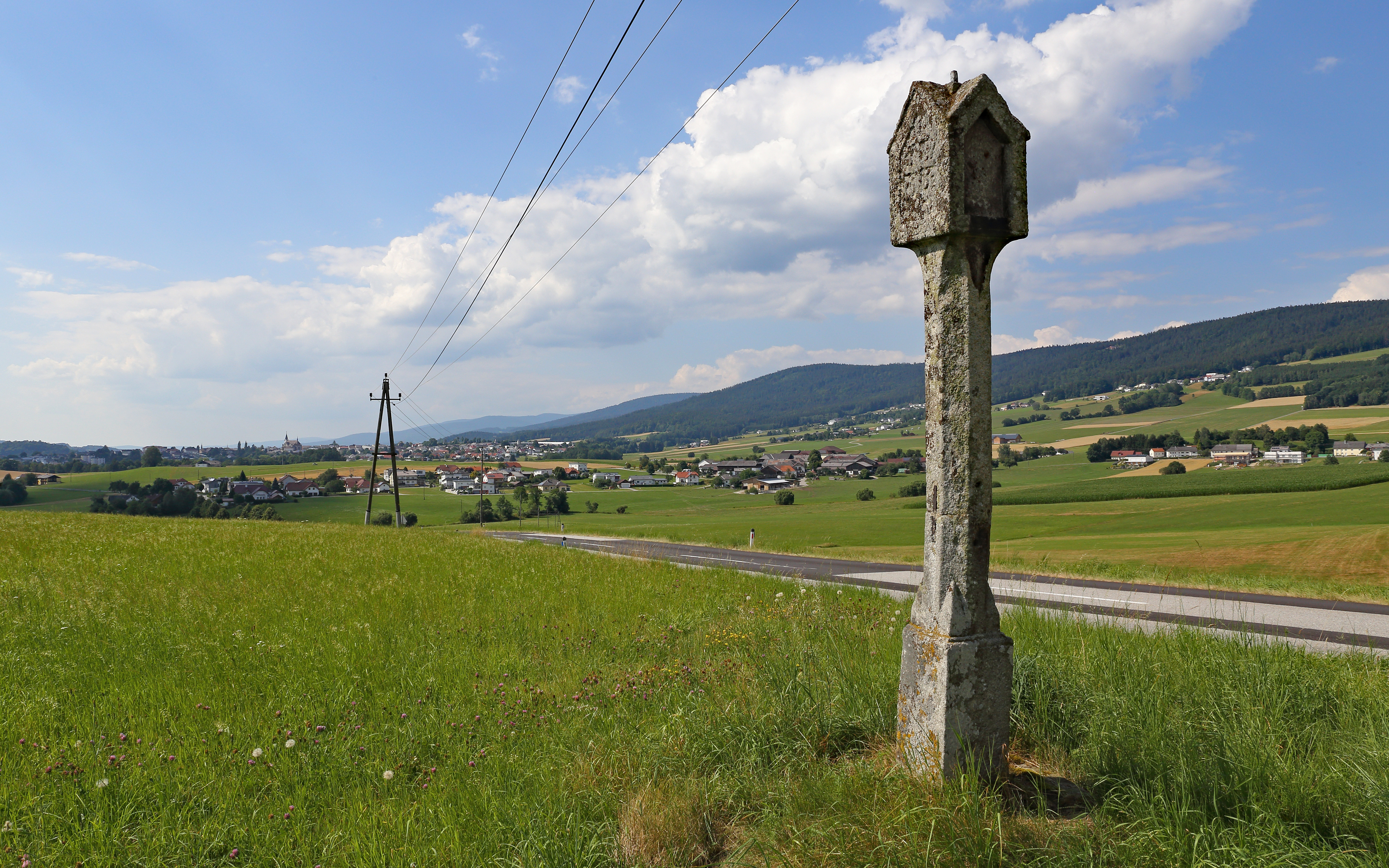
Tabernakelpfeiler westlich von Unterneudorf

Der Dreiseithof Unterneudorf Nr. 4 wurde 1544 erstmals urkundlich erwähnt. Er stammt in seiner jetzigen Form aus der Mitte oder dem letzten Drittel des 19. Jahrhunderts. Seine Fassade weist eine Putzrahmengliederung mit durch gemalte Rauten und Quader betonten Ecken auf. Westlich von Unterneudorf stehen ein Tabernakelpfeiler aus dem 17. Jahrhundert und ein mit der Jahreszahl 1865 beschrifteter Breitpfeiler. Der 12 km lange Rundwanderweg Mühltalblickweg führt durch den Ort.